# خط‌کش محاسبه

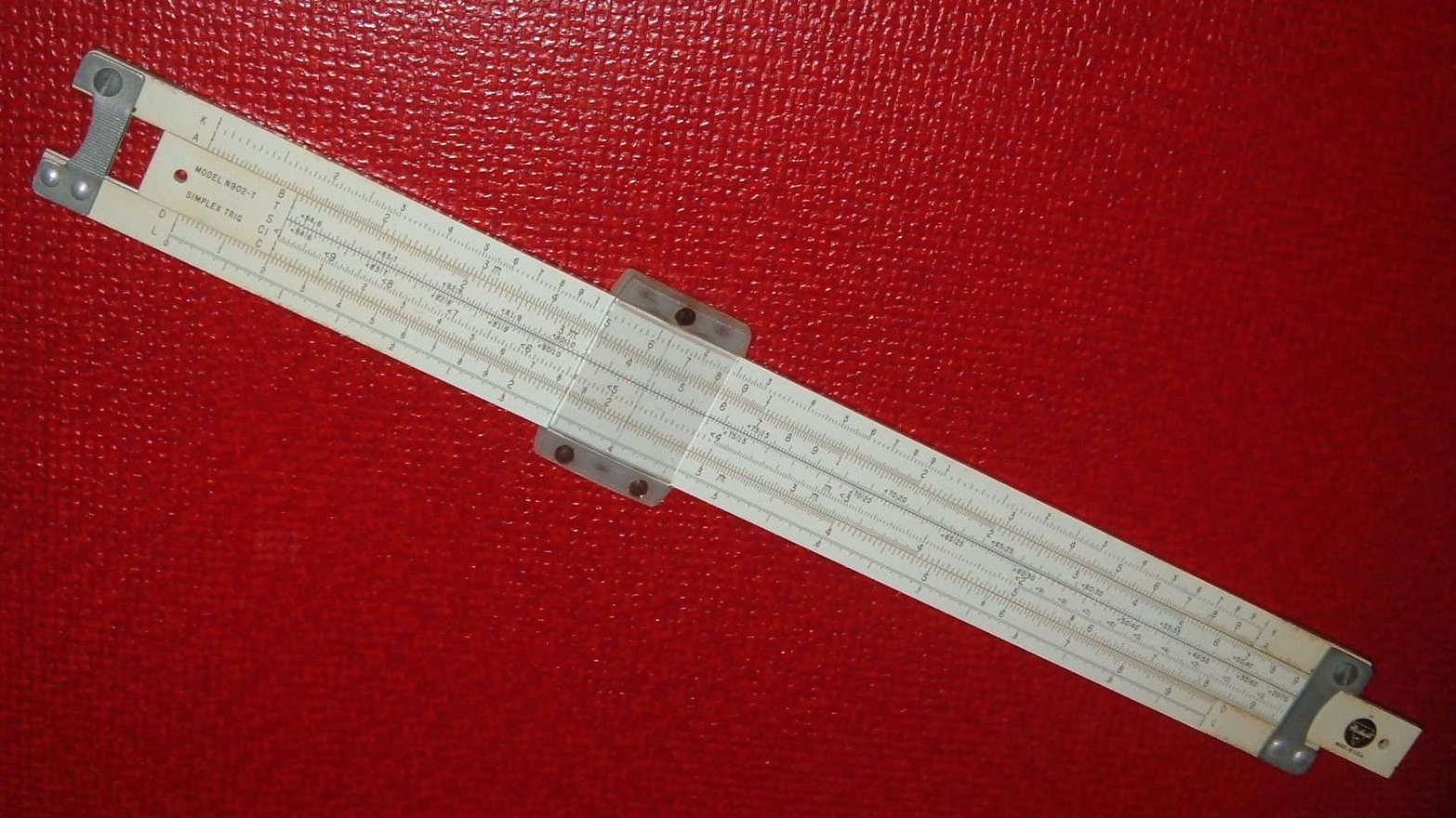
نمونه‌ای از خط کش محاسبهٔ دانش آموزی ۱۰ اینچی (خط کش ساده و وثابت و دقیق N902-T).

خط‌کش محاسبه یا خط کش لغزنده یک رایانهٔ قیاسی مکانیکی است. خط کش محاسبه در اصل برای ضرب و تقسیم، و همچنین توابعی مانند ریشهٔ Nام، لگاریتم و مثلثات استفاده می‌شود، و معمولاً برای جمع و تفریق از آن استفاده نمی‌شود. گرچه در اسم و خصوصیات مشابه خط کش استاندارد است، ولی معمولاً از آن برای اندازه‌گیری طول یا کشیدن خط راست استفاده نمی‌شود. 
نخستین بار خط کش محاسبه در انواع خطی و مدور از چوب و استانداردهای مختلف ساخته شد. در ابتدا استفاده از ان محدود به هوانوردی یا امور مالی بود.
ویلیام اوترد و دیگران خط کش محاسبه را در قرن ۱۷ بر مبنای کارهای جان نپرریاضی دان انگلیسی در محاسبهٔ لگاریتم‌های اعشاری ونپرین مورد استفاده قرار دادند ولذا کاربرد ان در محاسبات ریاضی و مهندسی رواج یا فت.باتوسعه صنعت استخراج نفت واکتشاف انواع پلیمرها وپلی استرهادرساخت این خط کشهابه جای چوب از پلاستیک استفاده گردید.دوکارخانه تولید ابزار مهندسی از قبیل :انواع شابلون-قلم‌های ترسیم نقشه(راپیدوگراف)-خط کش محاسبه در کشور المان به نام‌های: Faber castell وRotringاز ۱۹۴۵ تاکنون مرغوب‌ترین وبزرگترین تولیدکنندگان این محصولات بوده‌اند.به‌طور مختصر خط کش محاسبه از سه خط کش افقی که براساس سیستم متریک ولگاریتمیک مدرج شده‌اند تشکیل یافته‌است.این سه خط کش در داخل یک چهارچوب یا قاب بهم متصل شده اندو دو بخش بالا وپایین ثابت و فقط خط کش میانی به صورت کشویی می‌تواند در شیارهای دو خط کش بالا وپایین به چپ وراست حرکت کند.یک نشانه گر کوچک ومتحرک نیز روی ان قرار دارد. برای خواندن نتیجه چهار عمل اصلی یا لگاریتم یک عدد صفر خط کش وسط روی یکی از اعداد مورد محاسبه قرار گرفته وبا جا بجایی تار نشانه گر روی صفر عددزیر تار از خط کش ثابت بالایی خوانده می‌شود.البته کار با این خط کش نیاز به تمرین دارد و در این جا به صورت بسیار کلی ومختصر اشاره گردید.در پشت قاب محافظ کارخانه از فضا استفاده کرده و یک چرتکه برای محاسبات مالی تعبیه نموده‌است.اعداد بر صفحات ظریف الو مینیومی متحرک نقش بسته‌اند و از یک میله که سوزنی در سر ان نصب شده‌است برای جا به جایی آن‌ها به صورت چرتکه‌های عمودی سنتی استفاده می‌شود.